# Krumpir
Krumpir (lat. Solanum tuberosum) je biljka porodice Solanaceae porijeklom s južnoameričkih Anda, gdje su je Quechua Indijanci nazivali papa. U prehrani se koristi podzemni gomolj, a nakon otkrića Amerike ova biljka osvojila je svijet. Ostali narodni nazivi za krumpir su krompir, krtola, kumpir, krumpijer, kalamper, podzemljica, patata.
Nadzemna stabljika je do prst debela, zeljasta 0,5 m visoka i uglasta. Listovi su nepravilno perasto razdijeljeni s jajolikim listićima.
Cvjetovi su (ovisno o sorti krumpira) od bijele do ljubičaste boje, a smješteni su u pašticama na dugim peteljkama. Plod je žućkasto-bijelo-zelenkasta boba.

## Naziv i podrijetlo
Hrvatski naziv "krumpir" potječe najvjerojatnije od Švaba, kako su zvali Nijemce koji se su doselili u Hrvatsku za vrijeme Marije Terezije. Većina njemačkih emigranata je bila iz Švapske u današnjoj pokrajini Baden-Württemberg, pa im je to dalo ime. No, veliki dio doseljenika je podrijetlom iz Palačke (Pfalz), regije koja je danas sastavni dio savezne pokrajine Porajnje-Falačka. Mnogo useljenika vuklo je korijenje i iz Elzasa, dvojezičnog područja uz Palačku, koje danas pripada Francuskoj. 

U cijeloj Njemačkoj se koriste različiti nazivi za krumpire. U Palačkoj se krumpir zove grumber (Grumbeer) ili grumbirn (Grumbirne), što otprilike znači zemna kruška. U Švapskoj koristi se riječ grombir (Grombiera). Pretpostavlja se da su njemački doseljenici donijeli krumpir sa sobom u Slavoniju, pa ga tako uveli na naša područja. 

## Konzumacija
Krumpir se može pripremati kao hrana na više načina. Tako se može, zavisno od kulinarskog tipa, kuhati, pržiti ili peći.
Kuhani krumpir može se konzumirati na način da se samo nareže i posoli ili se može dalje pripremati kao restani krumpir, pire krumpir ili kao salata.
Prženi krumpir se priprema najčešće kao pomfrit ili kao mladi krumpir narezan na nešto veće kriške, kao čips ili kao spiralni krumpir.
Pečeni krumpir se priprema kao krumpir ispod peke ili kao pečeni krumpir u pećnici narezan na veće kriške ili ploške, bilo da se peče sam ili zajedno s nekom vrsta mesa.
Kumpir, se zove jedno tursko brzo jelo, koje se sastoji pretežito od krumpira.[nedostaje izvor]

## Vanjske poveznice
- Lički krumpir kao robna marka s geografskim porijeklom  Arhivirana inačica izvorne stranice od 24. lipnja 2006. (Wayback Machine)